# Letov Š-28
Letov Š-28 — чехословацкий многоцелевой самолёт, выпускавшийся компанией Letov Kbely в начале 1930-х годов в нескольких модификациях. Наиболее распространённая — Š-328 (произведено 412 машин).

## История

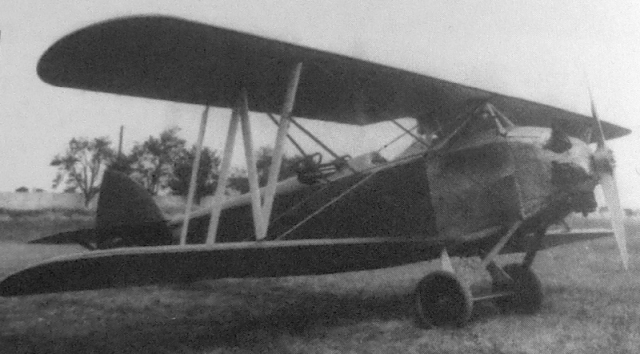
Прототип Letov Š-28

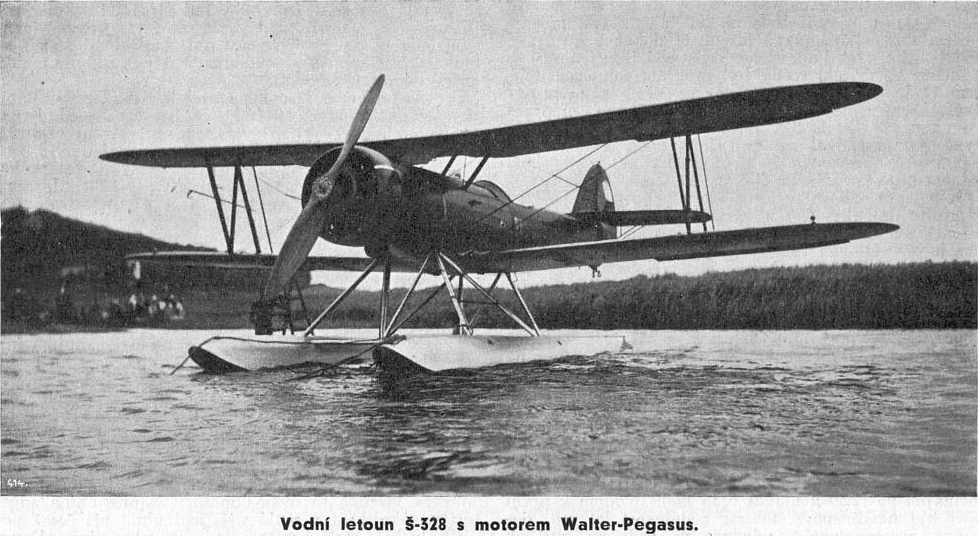
Поплавковый Š-328V

Разработка этой серии самолётов началась в 1928 году с создания разведывательного биплана Š-28. За основу конструкции была взята несколько уменьшенная схема первого цельнометаллического самолёта компании — бомбардировщика Letov Š-16 (1926 г). Однако, мощности 240-сильного двигателя Walter Castor оказалось недостаточно для разведчика, поэтому заказа на Š-28 не последовало.
В 1930 году концепция Š-28 была переработана и усовершенствована. Итогом трудов стал Š-128, оснащённый значительно более мощным (330 кВт / 450 л. с.) двигателем Walter Jupiter VI. Особое внимание было уделено увеличению прочности шасси и фюзеляжа. Опытный образец впервые поднялся в воздух 27 января 1931 года, а по результатам последующих испытаний он был принят на вооружение ВВС Чехословакии, в 1932-33 гг получивших 16 из 19 выпущенных машин.
В 1931 году последовали очередные доработки проекта. Самолёт получил мотор Gnome-Rhône Mercure VII и ряд иных изменений. С 14 сентября 1931 года Š-128.1 (ОК-ВОТ), пилотируемый шеф-пилотом компании Яном Андерле был отправлен в демонстрационный тур по странам Балтии и Финляндии, которые были традиционным рынком сбыта самолётов Letov. В ходе этого тура были посещены Рига, Таллинн, Хельсинки и Утти. Результатом мероприятия стал заказ на 4 самолёта для ВВС Эстонии. В заводской документации этот тип самолёта (после внесения всех требуемых покупателем изменений) также значился как Š-128SM.
Новая версия, Š-328, разрабатывалась с 1932 года по заказу финских ВВС, однако, в Финляндию самолёт так и не попал, им с 1935 года начали оснащать ВВС Чехословакии. Он существовал и в варианте поплавкового гидросамолёта: хотя Чехословакия не имела выхода к морю, ей требовался буксир мишеней для полигона зенитной артиллерии в Которском заливе (ныне Черногория), были построены 4 машины модификации Š-328v (v — vodní). Он использовался в качестве разведывательного самолёта, лёгкого бомбардировщика и штурмовика с середины и до конца 1930-х годов, а позже выполнял те же роли в первые месяцы Второй мировой войны, когда после оккупации Чехословакии в марте 1939 года словацкие ВВС попали под немецкое командование. 13 самолётов из первой партии испытывались в качестве ночных истребителей, вооружённых четырьмя 7,92-мм пулеметами vz.30 в крыльях и двумя турельными vz.30 у летнаба. Позже они были модифицированы для нормального использования, так как без радара их эффективность была минимальной.
На момент заключения Мюнхенского соглашения, положившего конец Судетскому кризису, чехословацкие ВВС имели 227 самолётов в передовых частях и 87 самолётов в авиашколах и мобилизационных базах.
Выпуск Š-328 продолжался и после немецкой оккупации Чехословакии, вплоть до 1940 года; последними были выпущены 30 самолётов для Болгарии, и 50 заказанных Словакией в июле 1938 года. Всего было произведено 412 Letov Š-328.
Хотя в некоторых источниках утверждается предположение о том, что Š-328 могли использоваться во время Гражданской войны в Испании, однако нет никаких подтверждающих это доказательств.
В Люфтваффе трофейные Š-328 использовались как учебно-тренировочные, так и в качестве лёгких ночных бомбардировщиков на Восточном фронте зимой 1942-43 гг. Также Германия передала часть этих машин своим союзникам Болгарии и Словакии.
Словацкие Š-328 в сентябре 1939 года выполняли разведывательные и бомбовые вылеты, поддерживая словацкое вторжение в Польшу . После участия Словакии во вторжении Германии в Советский Союз в 1941 году Š-328 применялись для патрульных и разведывательных полетов, а некоторые из них также атаковали советские грузовики и автомобили. Летом 1942 года их снова использовали в противопартизанских операциях на Западной Украине.
По меньшей мере 11 словацких самолётов были захвачены словацкими повстанцами и участвовали в боях против немцев во время Словацкого национального восстания в сентябре-октябре 1944 года.. Вероятно последней воздушной победой биплана в войне стало участие Š-328 7 сентября 1944 года в бою с Fw 189, по итогам которого Fw 189 был повреждён пулеметным огнем и вынужден был совершить вынужденную посадку, приземлившись в районе, контролируемом повстанцами.

## Модификации
- Š-28 (1929) — прототип с двигателем Walter Castor (построен 1)
- Š-128 (1931) — серийная модификация с двигателем Bristol Mercury VII выпуска Gnome et Rhone (12)
- Š-228 — серийная модификация для ВВС Эстонии с двигателем Bristol Mercury VII выпуска Walter (4)
  - Š-328F — прототип для ВВС Финляндии, 580-сильный (433 кВт) Bristol Pegasus IIM-2 (1).[8]
- Š-328 — основная серийная модификация. Всего построено приблизительно 412,[8] включая следующие типы:
  - Š-328N — ночной истребитель с четырьмя крыльевыми и двумя турельными пулемётами.[8]
  - Š-328V — поплавковый буксировщик мишеней (4)[8]
- Š-428 — самолёт поддержки с 740-сильным (545 кВт) рядным 12-цилиндровым двигателем жидкостного охлаждения Avia VR-36 (1)
- Š-528 — предполагался для замены Š-328 (1935), 800-сильный (597 kW) Gnome-Rhône Mistral Major (6).[1]

## Эксплуатанты
Чехословакия
- ВВС Чехословакии
- MLL
- SNB

 Эстония
- ВВС Эстонии — 4

 Германия
- Люфтваффе

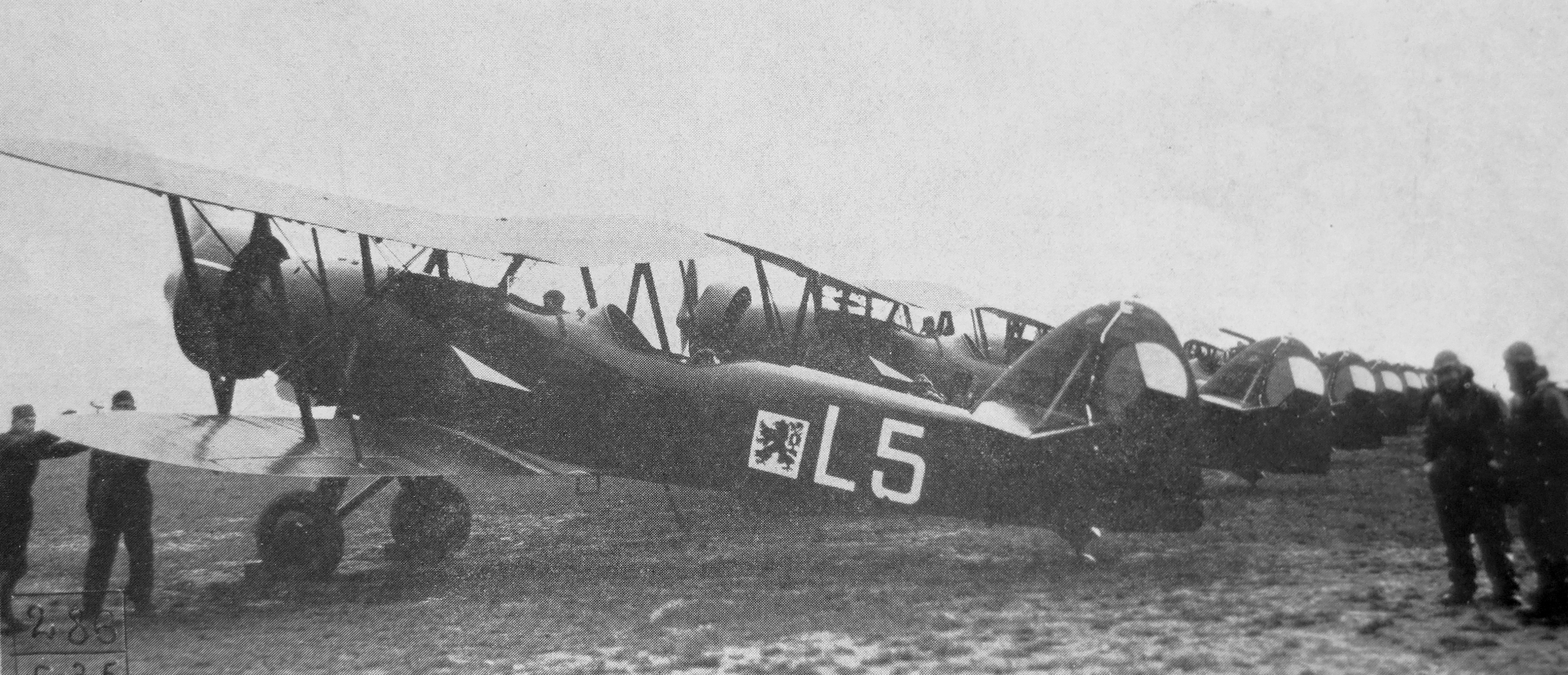
Letov Š-328

 Словацкая республика (1939—1945)(15-я разведывательная эскадрилья в Нитре)
- ВВС Словакии
- Словацкий авиационный корпус (Slovenský Letecký Sbor, SLeS)
- Партизанские военно-воздушные силы Словакии

 Болгария
- Царские военно-воздушные силы Болгарии: В 1939 году у Германии были закуплены 62 Š-328,[9] из которых 30 было произведено после оккупации Чехословакии.[1] Под названием «Врана» (ворона) они до 1942 использовались на Чёрном море как патрульные. Оставались в строю по крайней мере до сентября 1944 года.[10]

## Тактико-технические характеристики (Š-328)
Источник данных: Tschechoslowakische Flugzeuge : von 1918 bis heute, Jane's All the World's Aircraft 1934

Технические характеристики
- Экипаж: 2
- Длина: 10,36 м
- Размах крыла: 13,71 м
- Высота: 3,34 м
- Площадь крыла: 39,4 м² (обоих крыльев; верхнее 20,4, нижнее 19 )
- Профиль крыла: NACA[13]
- Масса пустого: 1 680 кг
- Нормальная взлётная масса: 2 640 кг
- Масса топлива во внутренних баках: ? (320 л в основном баке в фюзеляже и 280 л в двух баках в верхнем крыле)
- Силовая установка: 1 × 9-цилиндровый воздушного охлаждения Walter Pegasus  II-M.2
- Мощность двигателей: 1 × 560-580 л. с. (на 5 000 м)
- Воздушный винт: двухлопастный, деревянный, фиксированного шага

Лётные характеристики
- Максимальная скорость:  
  - на высоте: 280 км/ч на 1 800 м
  - на высоте: 255 км/ч на 5 000 м
- Крейсерская скорость: 250 км/ч
- Практическая дальность: 700 км
- Практический потолок: 7 200 м
- Скороподъёмность: 5000 м за 17 минут
- Нагрузка на крыло: 67,1 кг/м²
- Тяговооружённость: 163 Вт/кг

Вооружение
- Стрелково-пушечное: 2 (или 4) × 7,92-мм пулемёта Vz. 30 в верхних и/или нижних крыльях (питание ленточное, по 400 патронов на ствол), ещё два аналогичных пулемёта с 6 дисками суммарно на 420 патронов для турелей "Шкода" в задней кабине.
- Бомбы: 500 кг: 5 × 100 кг бомб на подвесках, 1 под фюзеляжем и 4 попарно под нижними крыльями. Типичный вариант снаряжения — 6 x 20 кг бомбы под крыльями и 2 x 50 кг под фюзеляжем.